# First Responder Bowl
El First Responder Bowl, llamado Servpro First Responder Bowl por razones de patrocinio, es un bowl de fútbol americano universitario que se juega anualmente en el Gerald J. Ford Stadium de Dallas, Texas.

## Historia
El bowl fue creado en 2011 y como nombre originalmente iba a ser Dallas Football Classic hasta que TicketCity, una distribuidora de entradas online para deportes y entretenimiento, pasó a ser el primera sponsor, por lo que se llamó TicketCity Bowl. El partido físicamente reemplazó el Cotton Bowl Classic, que fue movido al AT&T Stadium cerca de Arlington en 2010. La edición de 2011 fue la inaugural, enfrentando a Texas Tech del Big 12 Conference venciendo a Northwestern del Big Ten Conference.
Tras los primeros dos partidos, el bowl fue rebautizado como Heart of Dallas Bowl. En la edición de 2013 Oklahoma State del Big 12 venció a Purdue del Big Ten. PlainsCapital Bank pasó a patrocinar el partido en 2013, seguido por Zaxby's de 2014 a 2017.
La edición de 2018 fue la primera bajo el nombre First Responder Bowl, con Servpro como patrocinador. El partido fue cancelado por el clima cuando faltaba 5:08 para terminar el primer cuarto, por lo que se canceló; Boise State de la Mountain West Conference ante Boston College de la Atlantic Coast Conference (ACC).
Luego de haber jugado en el mes de enero en las primeras cuatro ediciones, el partido se pasó a jugar en diciembre a partir de 2014.

## Enfrentamientos
| Temporada                                                  | Conferencias                   | Conferencias                   | Actuales Participantes | Actuales Participantes |
| ---------------------------------------------------------- | ------------------------------ | ------------------------------ | ---------------------- | ---------------------- |
| 2010*                                                      | Big Ten                        | Big 12                         | Big Ten                | Big 12                 |
| 2011*                                                      | Big Ten                        | C-USA                          | Big Ten                | C-USA                  |
| 2012*                                                      | Big Ten                        | Big 12                         | Big Ten                | Big 12                 |
| 2013*                                                      | Big Ten                        | C-USA                          | Mountain West          | C-USA                  |
| 2014                                                       | C-USA                          | Big Ten                        | C-USA                  | Big Ten                |
| 2015                                                       | C-USA                          | Big 12                         | C-USA                  | Pac-12                 |
| 2016                                                       | C-USA                          | Big Ten                        | C-USA                  | Independiente          |
| 2017                                                       | C-USA                          | Big 12                         | Pac-12                 | Big 12                 |
| 2018                                                       | C-USA                          | Big Ten                        | Mountain West          | ACC                    |
| 2019                                                       | C-USA                          | Big 12                         | C-USA                  | MAC                    |
| 2020                                                       | ACC, Big 12, C-USA; AAC (alt.) | ACC, Big 12, C-USA; AAC (alt.) | C-USA                  | Sun Belt               |
| En negrita el ganador; * son los partidos jugados en enero |                                |                                |                        |                        |

## Resultados
| Fecha      | Nombre               | Campeón                               | Campeón                               | Finalista                             | Finalista                             | Asistencia |
| ---------- | -------------------- | ------------------------------------- | ------------------------------------- | ------------------------------------- | ------------------------------------- | ---------- |
| 1-1-2011   | TicketCity Bowl      | Texas Tech                            | 45                                    | Northwestern                          | 38                                    | 40 121     |
| 2-1-2012   | TicketCity Bowl      | n.º 20 Houston                        | 30                                    | n.º 24 Penn State                     | 14                                    | 46 817     |
| 1-1-2013   | Heart of Dallas Bowl | Oklahoma State                        | 58                                    | Purdue                                | 14                                    | 48 313     |
| 1-1-2014   | Heart of Dallas Bowl | North Texas                           | 36                                    | UNLV                                  | 14                                    | 38 380     |
| 26-12-2014 | Heart of Dallas Bowl | Louisiana Tech                        | 35                                    | Illinois                              | 18                                    | 31 297     |
| 26-12-2015 | Heart of Dallas Bowl | Washington                            | 44                                    | Southern Miss                         | 31                                    | 20 229     |
| 27-12-2016 | Heart of Dallas Bowl | Army                                  | 38                                    | North Texas                           | 31 (t.e.)                             | 39 117     |
| 26-12-2017 | Heart of Dallas Bowl | Utah                                  | 30                                    | West Virginia                         | 14                                    | 20 507     |
| 26-12-2018 | First Responder Bowl | n.º 23 Boise State N/C Boston College | n.º 23 Boise State N/C Boston College | n.º 23 Boise State N/C Boston College | n.º 23 Boise State N/C Boston College | dagger     |
| 30-12-2019 | First Responder Bowl | Western Kentucky                      | 23                                    | Western Michigan                      | 20                                    | 13 164     |
| 26-12-2020 | First Responder Bowl | n.º 16 Louisiana                      | 31                                    | UTSA                                  | 24                                    | 3512       |
| 28-12-2021 | First Responder Bowl | Air Force                             | 31                                    | Louisville                            | 28                                    | 15 251     |

 El partido de 2018 fue suspendido por condiciones climáticas.
- Fuente:[8]

## Participaciones

### Por Equipo
| # | Equipo      | Apariciones | Record |
| - | ----------- | ----------- | ------ |
| 1 | North Texas | 2           | 1–1    |

Equipos con solo una participación
- Ganaron (10): Air Force, Army, Houston, Louisiana, Louisiana Tech, Oklahoma State, Texas Tech, Utah, Washington, Western Kentucky
- Perdieron (10): Illinois, Louisville, Northwestern, Penn State, Purdue, Southern Miss, UNLV, UTSA, West Virginia, Western Michigan

No contest (2): Boise State, Boston College

### Por Conferencia
| Conferencia    | Record | Record | Record | Record                   | Apariciones               | Apariciones | Apariciones |
| Conferencia    | J      | G      | P      | Ganados                  | Perdidos                  | No contest  |             |
| -------------- | ------ | ------ | ------ | ------------------------ | ------------------------- | ----------- | ----------- |
| C-USA          | 7      | 4      | 3      | 2011*, 2013*, 2014, 2019 | 2015, 2016, 2020          |             |             |
| Big Ten        | 4      | 0      | 4      |                          | 2010*, 2011*, 2012*, 2014 |             |             |
| Big 12         | 3      | 2      | 1      | 2010*, 2012*             | 2017                      |             |             |
| Mountain West  | 3      | 1      | 1      | 2021                     | 2013*                     | 2018        |             |
| Pac-12         | 2      | 2      | 0      | 2015, 2017               |                           |             |             |
| ACC            | 2      | 0      | 1      |                          | 2021                      | 2018        |             |
| Independientes | 1      | 1      | 0      | 2016                     |                           |             |             |
| Sun Belt       | 1      | 1      | 0      | 2020                     |                           |             |             |
| MAC            | 1      | 0      | 1      |                          | 2019                      |             |             |

- En la edición de 2018 que enfrentó a equipos de la ACC y Mountain West, fue cancelawdo por el clima; no hubo resultado.
- Partidos con asterísco (*) se jugaron en enero del año siguiente.
- Equipos Independientes: Army (2016)

## Jugador Más Valioso
| Año          | Nombre          | Equipo           | Posición | Ref.   |
| ------------ | --------------- | ---------------- | -------- | ------ |
| 2011         | Taylor Potts    | Texas Tech       | QB       | [ 9 ]  |
| 2012         | Case Keenum     | Houston          | QB       | [ 10 ] |
| 2013         | Clint Chelf     | Oklahoma State   | QB       | [ 11 ] |
| 2014 (enero) | Derek Thompson  | North Texas      | QB       | [ 12 ] |
| 2014 (Dic.)  | Houston Bates   | Louisiana Tech   | LB       | [ 13 ] |
| 2015         | Myles Gaskin    | Washington       | RB       | [ 14 ] |
| 2016         | Ahmad Bradshaw  | Army             | QB       | [ 15 ] |
| 2017         | Julian Blackmon | Utah             | CB       | [ 16 ] |
| 2018         | no hubo         | no hubo          | no hubo  | –      |
| 2019         | Lucky Jackson   | Western Kentucky | WR       | [ 17 ] |
| 2020         | Elijah Mitchell | Louisiana        | RB       | [ 18 ] |
| 2021         | Haaziq Daniels  | Air Force        | QB       | [ 19 ] |

## Records
| Equipo                             | Record vs. Rival                                                         | Año       |
| ---------------------------------- | ------------------------------------------------------------------------ | --------- |
| Más Puntos Anotados                | 58, Oklahoma State vs. Purdue                                            | 2013      |
| Más Puntos Anotados (perdedor)     | 38, Northwestern vs. Texas Tech                                          | 2011      |
| Más Puntos en Conjunto             | 83, Texas Tech vs. Northwestern                                          | 2011      |
| Menos Puntos Permitidos            | 14, most recent: Utah vs. West Virginia                                  | 2017      |
| Mayor victoria                     | 44, Oklahoma State vs. Purdue                                            | 2013      |
| Yardas Totales                     | 600, Houston vs. Penn State (532 pass, 68 rush)                          | 2012      |
| Yardas Terrestres                  | 480, Army vs. North Texas                                                | 2016      |
| Yardas Aéreas                      | 532, Houston vs. Penn State                                              | 2012      |
| First downs                        | 34, Texas Tech vs. Northwestern                                          | 2011      |
| Menos Yardas Permitidas            | 153, Utah vs. West Virginia                                              | 2017      |
| Menos Yardas Terrestres Permitidas | 22, Washington vs. Southern Miss                                         | 2015      |
| Menos Yardas Aéreas Permitidas     | 53, North Texas vs. Army                                                 | 2016      |
| Individual                         | Record, Equipo                                                           | Año       |
| Yardas Totales                     | 542, Case Keenum (Houston) (532 pass, 10 rush)                           | 2012      |
| Touchdowns Totales                 | 4, Myles Gaskin (Washington)                                             | 2015      |
| Yardas Terrestres                  | 181, Myles Gaskin (Washington)                                           | 2015      |
| Touchdowns Terrestres              | 4, Myles Gaskin (Washington)                                             | 2015      |
| Yardas Aéreas                      | 532, Case Keenum (Houston)                                               | 2012      |
| Touchdowns Aéreos                  | 4, Taylor Potts (Texas Tech)                                             | 2011      |
| Yardas Por Recepción               | 228, Patrick Edwards (Houston)                                           | 2012      |
| Recepciones de Touchdowns          | 2, más reciente: Brandon Lewis (Air Force)                               | 2021      |
| Tackleadas                         | 15, compartido con: Quentin Davie (Northwestern) Jeremy Timpf (Army)     | 2011 2016 |
| Capturas                           | 4.5, Houston Bates (Louisiana Tech)                                      | Dic. 2014 |
| Intercepciones                     | 2, más reciente: Julian Blackmon (Utah)                                  | 2017      |
| Jugadas Largas                     | Record, Equipo                                                           | Año       |
| Touchdown Terrestre                | 86 yds., shared by: Eric Stephens (Texas Tech) Myles Gaskin (Washington) | 2011 2015 |
| Touchdown Aéreo                    | 80 yds., Cody Sokol to Kenneth Dixon (Louisiana Tech)                    | Dec. 2014 |
| Regreso de Kickoff                 | 100 yds., Jawhar Jordan (Louisville)                                     | 2021      |
| Regreso de Despeje                 | 64 yds., Josh Stewart (Oklahoma State)                                   | 2013      |
| Regreso de Intercepción            | 88 yds., Kareem Ali (Western Michigan)                                   | 2019      |
| Regreso de Fumble                  | 37 yds., Daytawion Lowe (Oklahoma State)                                 | 2013      |
| Despeje                            | 65 yds., Quinn Sharp (Oklahoma State)                                    | 2013      |
| Gol de Campo                       | 52 yds., Cory Munson (Western Kentucky)                                  | 2019      |